# Nils Sahlström
Nils Fredrik Sahlström, född 15 februari 1895 i Falun, död 1 februari 1959 i Sundborn, var en svensk psykiater.
Sahlström blev medicine licentiat vid Uppsala universitet 1932, var assistentläkare och tillförordnad underläkare på Lidköpings lasarett 1932–1933, andre läkare på Birgittas sjukhus i Vadstena 1933, förste läkare på Umedalens sjukhus 1934, tillförordnad överläkare på Frösö sjukhus 1944 samt överläkare vid och chef för Furunäsets sjukhus i Piteå från 1946. Han var även läkare vid Björkgårdens vårdhem (kvinnliga avdelningen) från 1949 och psykiater vid Gällivare vård- och arbetshem från 1950. Han var ledamot av länsnykterhetsnämnderna i Västerbottens, Jämtlands och Norrbottens län. 
Sahlström skrev ett 20-tal uppsatser i medicinska, sociala, topografiska samt nations- och personhistoriska ämnen. Han är begravd på Sundborns kyrkogård.